# Ван Воссен, Петер
Пе́тер ван Во́ссен (нидерл. Peter van Vossen; род. 21 апреля 1968, Зирикзе, Зеландия) — нидерландский футболист и футбольный тренер.

## Биография

### Клубная карьера
Петер начинал футбольную карьеру в своём родном городе Зирикзе, а с 18 лет начал играть за любительскую команду «Влиссинген» из одноимённого города. В сезоне 1988/1989 его команда сенсационно дошла до четвертьфинала Кубка Нидерландов.
В 1989 году он отправился в Бельгию выступать за клуб «Беверен». В своём первом сезоне Петер играя на позиции защитника забил 5 мячей в 27 матчах, но это не помогло клубу остаться в высшем бельгийском дивизионе. В сезоне 1990/1991 играя во втором бельгийском дивизионе Петер забил 18 мячей в 28 матчах, это во многом помогло «Беверену» вернуться в элиту бельгийского футбола. Ван Воссен выступал за «Беверен» ещё в течение двух сезонов. Всего за четыре сезона Петер провёл 84 матча, в которых забил 34 гола.
В 1992 году Петер перешёл в «Андерлехт», в сильнейший клуб Бельгии на тот момент. В «Андерлехте» Петер провёл лишь один сезон, за это время он стал чемпионом Бельгии сезона 1992/1993.
Летом 1993 года Петер за 7 млн гюльденов был приобретён амстердамским «Аяксом». В составе клуба он дебютировал 1 сентября в матче чемпионата Нидерландов против МВВ, завершившемся вничью 1:1. В той игре Петер вышел на замену на 65-й минуте вместо Рональда де Бура. Однако ван Воссен не стал игроком основного состава, тогдашний тренер клуба Луи ван Гал доверял место на поле другим футболистам, и поэтому Петер согласился на роль запасного игрока, к тому-же в своём первом сезоне он часто получал травмы. В 15 матчах чемпионата ван Воссен забил за «Аякс» лишь один гол, причём в 9 матчах он неизменно появлялся на замену в конце матча, однако его команда смогла выиграть чемпионат Нидерландов сезона 1994/1995.
1995 год стал для ван Воссена и для «Аякса» одним из самых успешных. Клуб уверенно защитил титул чемпионов Нидерландов, опередив на 8 очков серебряного призёра чемпионата «Роду» из Керкраде. «Аякс» так же стал победителем Лиги Чемпионов, спустя 22 года после последнего завоевания европейского кубка. В финальном матче «Аякс» встретился с итальянским «Миланом», Петер весь матч провёл в запасе, но его клуб смог одержать победу со счётом 1:0, единственный мяч забил молодой нападающий Патрик Клюйверт.
Позже Петер покинул «Аякс» и отправился в Турцию, где подписал контракт с клубом «Истанбулспор». В турецком клубе ван Воссен провёл один сезон, отыграв всего 16 матчей и забив 5 мячей. В 1996 году Петер переехал в Шотландию и стал игроком «Рейнджерса». В новом клубе Петер изредка выходил в основном составе, за три сезона ван Воссен отыграл всего 22 матча и забил 5 мячей. Покинув клуб, Петер вернулся в Нидерланды и подписал контракт с «Фейеноордом». В «Фейеноорде» ван Воссен регулярно появлялся в основном составе, так в первом сезоне Петер провёл 30 матчей и забил 5 мячей, а его клуб смог завоевать титул чемпионов Нидерландов сезона 1998/1999. В 2000 году ван Воссен стал обладателем суперкубка Нидерландов, в матче за суперкубок его клуб обыграл «Роду» со счётом 2:0. Всего за три сезона ван Воссен провёл за команду 73 матча, в которых забил 10 мячей.
В 2001 году Петер подписал контракт на два года с клубом «Де Графсхап». За два года он провёл 44 мата и забил 9 мячей. В 2003 году ван Воссен перешёл в любительский клуб «Беннеком», который выступал в одном из низших дивизионах Нидерландов. Спустя год Петер вернулся в профессиональный футбол, и стал игроком «Витесса», но в клубе ван Воссен провёл всего 6 матчей, после которых решил завершить свою игровую карьеру.

### Карьера в сборной
В национальной сборной Нидерландов Петер дебютировал 25 марта 1992 года в товарищеском матче против сборной Югославии, завершившемся победой нидерландцев со счётом 2:0. 14 октября 1992 года, во время своего второго матча за сборную, ван Воссен отметился двумя забитыми мячами в ворота сборной Польши, однако матч завершился вничью 2:2. Петер был участником Чемпионата мира 1994 года, на котором его сборная дошла до четвертьфинала.
После проведённого матча против сборной Чехии, который состоялся 26 апреля 1995 года, Петер в течение трёх лет не вызывался в ряды национально команды. 10 октября 1999 года ван Воссен вновь вернулся в сборную, отыграв 68 минут в игре с Перу. В 2000 году в составе сборной Петер дошёл до полуфинала Чемпионата Европы, в котором его команда в серии пенальти проиграла итальянцам со счётом 3:1, таким образом ван Воссен стал бронзовым призёром европейского первенства. Матч с итальянцами, который состоялся 29 июня 2000 года, стал для ван Воссена последним в составе сборной, за которую за восемь лет Петер провёл 31 матч и забил 9 мячей.

### Тренерская карьера
После завершения игровой карьеры Петер занялся тренерской работой. С 2006 по 2008 год ван Воссен был ассистентом главного тренера в клубе «Омниворлд». С 2008 года в течение двух сезонов Петер был ассистентом главного тренера клуба АГОВВ Апелдорн, которым руководил Джон ван ден Бром. В июле 2010 года ван Воссен стал ассистентом венгерского тренера Шандора Поповича в клубе «Розендал», однако уже 26 июля венгр подал в отставку.

## Статистика

### Матчи ван Воссена за сборную Нидерландов
| Матчи ван Воссена за сборную Нидерландов | Матчи ван Воссена за сборную Нидерландов | Матчи ван Воссена за сборную Нидерландов | Матчи ван Воссена за сборную Нидерландов | Матчи ван Воссена за сборную Нидерландов | Матчи ван Воссена за сборную Нидерландов |
| ---------------------------------------- | ---------------------------------------- | ---------------------------------------- | ---------------------------------------- | ---------------------------------------- | ---------------------------------------- |
| №                                        | Дата                                     | Соперник                                 | Счёт                                     | Голы ван Воссена                         | Соревнование                             |
| 1                                        | 25 марта 1992                            | Югославия                                | 2:0                                      | —                                        | Товарищеский матч                        |
| 2                                        | 14 октября 1992                          | Польша                                   | 2:2                                      | 2                                        | Чемпионат мира 1994 (отбор)              |
| 3                                        | 16 декабря 1992                          | Турция                                   | 3:1                                      | 2                                        | Чемпионат мира 1994 (отбор)              |
| 4                                        | 24 февраля 1993                          | Турция                                   | 3:1                                      | —                                        | Чемпионат мира 1994 (отбор)              |
| 5                                        | 24 марта 1993                            | Сан-Марино                               | 6:0                                      | 1                                        | Чемпионат мира 1994 (отбор)              |
| 6                                        | 28 апреля 1993                           | Англия                                   | 2:2                                      | 1                                        | Чемпионат мира 1994 (отбор)              |
| 7                                        | 9 июня 1993                              | Норвегия                                 | 0:0                                      | —                                        | Чемпионат мира 1994 (отбор)              |
| 8                                        | 27 мая 1994                              | Шотландия                                | 3:1                                      | 1                                        | Товарищеский матч                        |
| 9                                        | 1 июня 1994                              | Венгрия                                  | 7:1                                      | —                                        | Товарищеский матч                        |
| 10                                       | 12 июня 1994                             | Канада                                   | 3:0                                      | —                                        | Товарищеский матч                        |
| 11                                       | 20 июня 1994                             | Саудовская Аравия                        | 2:1                                      | —                                        | Чемпионат мира 1994                      |
| 12                                       | 29 июня 1994                             | Марокко                                  | 2:1                                      | —                                        | Чемпионат мира 1994                      |
| 13                                       | 4 июля 1994                              | Ирландия                                 | 2:0                                      | —                                        | Чемпионат мира 1994                      |
| 14                                       | 9 июля 1994                              | Бразилия                                 | 2:3                                      | —                                        | Чемпионат мира 1994                      |
| 15                                       | 7 сентября 1994                          | Люксембург                               | 4:0                                      | —                                        | Чемпионат Европы 1996 (отбор)            |
| 16                                       | 16 ноября 1994                           | Чехия                                    | 0:0                                      | —                                        | Чемпионат Европы 1996 (отбор)            |
| 17                                       | 18 января 1995                           | Франция                                  | 0:1                                      | —                                        | Товарищеский матч                        |
| 18                                       | 26 апреля 1995                           | Чехия                                    | 1:3                                      | —                                        | Чемпионат Европы 1996 (отбор)            |
| 19                                       | 10 октября 1998                          | Перу                                     | 2:0                                      | 1                                        | Товарищеский матч                        |
| 20                                       | 13 октября 1998                          | Гана                                     | 0:0                                      | —                                        | Товарищеский матч                        |
| 21                                       | 18 ноября 1998                           | Германия                                 | 1:1                                      | —                                        | Товарищеский матч                        |
| 22                                       | 10 февраля 1999                          | Португалия                               | 0:0                                      | —                                        | Товарищеский матч                        |
| 23                                       | 31 марта 1999                            | Аргентина                                | 1:1                                      | —                                        | Товарищеский матч                        |
| 24                                       | 28 апреля 1999                           | Марокко                                  | 1:2                                      | —                                        | Товарищеский матч                        |
| 25                                       | 5 июня 1999                              | Бразилия                                 | 2:2                                      | 1                                        | Товарищеский матч                        |
| 26                                       | 8 июня 1999                              | Бразилия                                 | 1:3                                      | —                                        | Товарищеский матч                        |
| 27                                       | 9 октября 1999                           | Бразилия                                 | 2:2                                      | —                                        | Товарищеский матч                        |
| 28                                       | 27 мая 2000                              | Румыния                                  | 2:1                                      | —                                        | Товарищеский матч                        |
| 29                                       | 4 июня 2000                              | Польша                                   | 3:1                                      | —                                        | Товарищеский матч                        |
| 30                                       | 21 июня 2000                             | Франция                                  | 3:2                                      | —                                        | Чемпионат Европы 2000                    |
| 31                                       | 29 июня 2000                             | Италия                                   | 0:0 (1:3 пен.)                           | —                                        | Чемпионат Европы 2000                    |

Итого: 31 матч / 9 голов; 15 побед, 10 ничьих, 6 поражений.

## Достижения
Клубные:
- Чемпион Бельгии: 1992/93
- Чемпион Нидерландов: 1994, 1995, 1999
- Победитель Лиги Чемпионов: 1995
- Чемпион Шотландии: 1997
- Обладатель Суперкубка Нидерландов: 2000

Национальные:
- Бронзовый призёр чемпионата Европы 2000 года